# Friedrich Cassebohm
Friedrich Georg Carl Cassebohm (* 13. Februar 1872 in Ovelgönne; † 15. November 1951 in Oldenburg) war ein deutscher Jurist und Politiker, der von 1930 bis 1932 als Ministerpräsident des Freistaats Oldenburg amtierte.

## Leben und Beruf
Cassebohm wurde als Sohn eines Tierarztes geboren. Nach dem Abitur in Birkenfeld nahm er im Winter 1891 das Studium der Rechtswissenschaften an den Universitäten in Berlin, Freiburg im Breisgau (1893) und Göttingen (1894/95) auf und legte beide juristische Staatsexamen ab. In Berlin gehörte er seit 1891 der Berliner Burschenschaft Franconia an (später Berliner Burschenschaft der Märker). Anschließend trat er 1898 als Hilfsbeamter in den oldenburgischen Staatsdienst ein und war als Regierungsassessor bei der dortigen Staatsanwaltschaft, sowie bei den Ämtern Brake, Butjadingen und Friesoythe und im Oldenburgischen Staatsministerium tätig. 1908 wurde er Amtshauptmann in Cloppenburg. Von 1914 bis 1916 nahm er als Soldat am Ersten Weltkrieg teil, zuletzt als Hauptmann im Garde-Artillerie-Regiment. Da das Oldenburger Innenministerium Cassebohm als Leiter der Landesfuttermittelstelle und für das Dezernat Volksernährungswesen anforderte, wurde er am 11. September 1916 aus dem Heeresdienst entlassen.
Nach seiner Entlassung aus dem Kriegsdienst war Cassebohm Abteilungsleiter im Innenministerium des Landes Oldenburg und wurde dort 1919 zum Oberregierungsrat, 1920 zum Geheimen Regierungsrat und 1921 zum Geheimen Oberregierungsrat befördert. Ab 1920 war er Vorsitzender des Siedlungsamtes im Landesteil Oldenburg. Am 1. August 1927 erfolgte dann die Berufung zum Regierungspräsidenten in Eutin.
Nach mehreren kurzen Legislaturperioden mit uneindeutigen Mehrheitsverhältnissen wurde der parteilose Cassebohm als Kandidat des Landesblocks am 14. November 1930 mit 22 von 35 Stimmen zum Ministerpräsidenten des Landes Oldenburg gewählt.
Zu dieser Zeit war die wirtschaftliche und politischen Krise allerdings schon so weit fortgeschritten, dass Cassebohm, der die Linie der seit 1923 in Oldenburg amtierenden „unpolitischen“ Fachkabinette fortsetzte, den weiteren Vertrauensschwund der Bevölkerung in den Parlamentarismus nicht aufhalten konnte. Weiterhin wirkten sich die Folgen der Brüningschen Sparpolitik, der eigenen verfehlten Steuerpolitik und der Nordoldenburger Steuerstreikbewegung katastrophal für Cassebohm aus. Auch in der Auseinandersetzung mit der an die Macht drängenden NSDAP zeigte sich Cassebohm zu passiv. Nach einer sich überschlagenden Politik der Nationalsozialisten in Form eines Misstrauensvotums am 16. Juni 1931 und einer Serie von Anträgen zur Auflösung des Landtages (Juni, November, Dezember 1931) gelang es der NSDAP schließlich – mit der faktischen Unterstützung der KPD, einen erfolgreichen „braun-roten“ Volksentscheid zur Selbstauflösung des Landtages am 17. April 1932 einzuleiten. Die Neuwahlen vom 29. Mai 1932 brachten dann der NSDAP die Mehrheit der Landtagssitze und Cassebohms Nachfolger wurde am 16. Juni 1932 Carl Röver (NSDAP). Cassebohm beantragte daraufhin seine Pensionierung. Seinen Ruhestand verlebte er zunächst in Oldenburg und ab 1949/50 in Eutin.

## Auszeichnungen
Beleg:
- Roter Adlerorden II. Klasse (1906)
- Kronenorden III. Klasse
- Oldenburgisches Friedrich-August-Kreuz I. und II. Klasse
- Eisernes Kreuz I. und II. Klasse (1914/18)
- Landwehr Dienstauszeichnung I. Klasse
- Herzoglich Sachsen-Ernestinischer Hausorden 1906 Ritter II. Klasse